# Европейский маршрут E372
Европейский маршрут E372 проходит по территории Польши и Украины от Варшавы до Львова. Общая длина — 367 километров, из них на Украине — 62,5 километра.
На Украине автодорога E 372 начинается на границе с Польшей (Национальная автодорога № 17) на пропускном пункте Рава-Русская и далее совпадает с маршрутом международной автомагистрали М-09 (Львов — Рава-Русская).

## Маршрут автодороги
Путь проходит через следующие города:
- Польша: Варшава—Люблин
- Украина: Львов

Автодорога E 372 проходит по территории Польши и Украины.